# Marzabotto
Marzabotto là một đô thị thuộc tỉnh Bologna dans l' Emilia-Romagna nước Ý. Đô thị này có diện tích 74 kilômét vuông, dân số thời điểm 31 tháng 12 năm 2004 là 6491 người.
Đô thị Marzabotto có làng trực thuộc: Lama di Reno, Pian di Venola, Sibano.
Đô thị này giáp các đô thị sau: Grizzana Morandi, Monte San Pietro, Monzuno, Sasso Marconi, Savigno, Vergato.

## Biến động dân số
==Tham khảo==